# Savon liquide

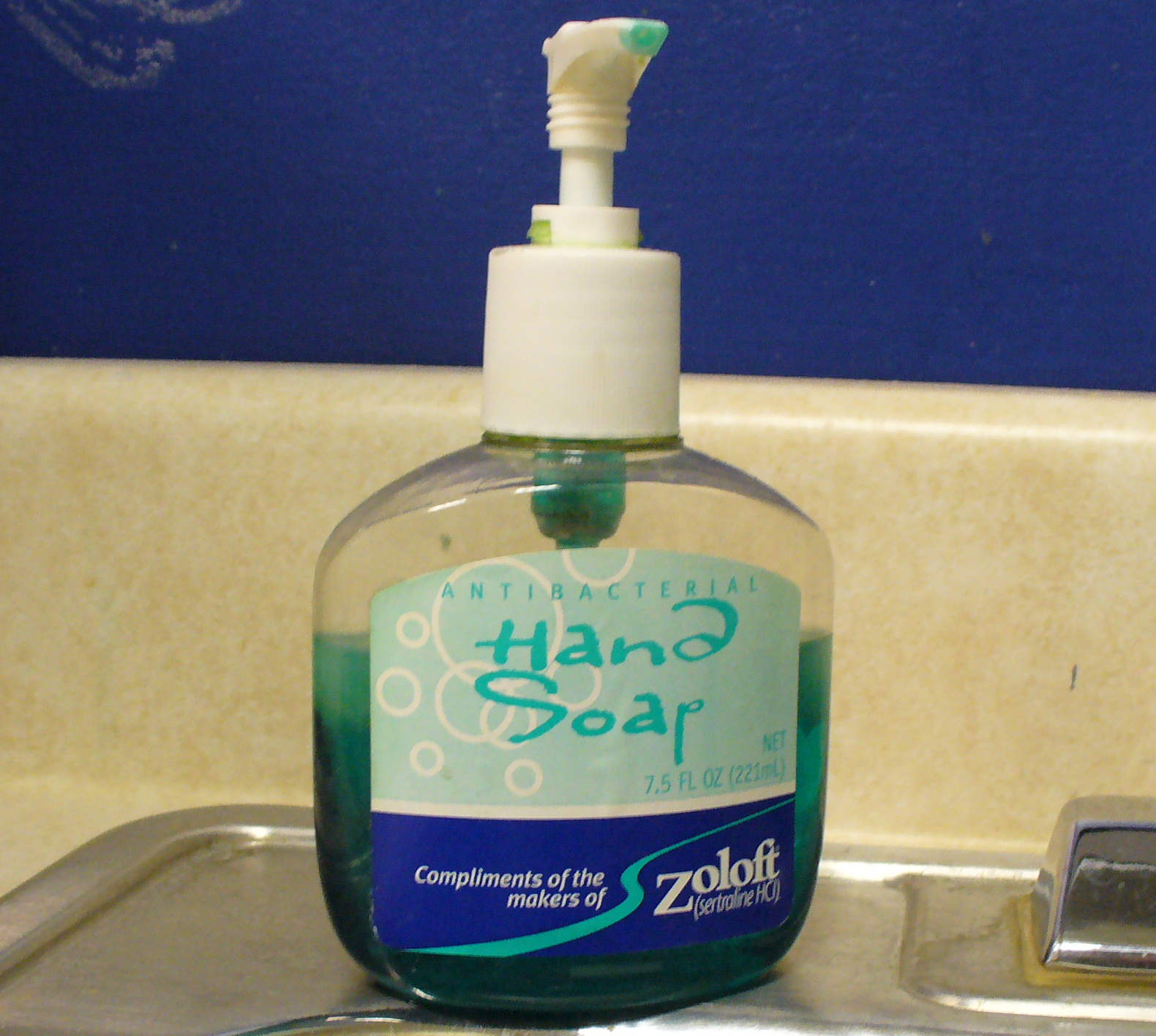
Distributeur à savon liquide Zoloft.

Les savons liquides sont des tensioactifs ou des mélanges de tensioactifs dissous dans l'eau principalement utilisés comme produits de nettoyage ou pour l'hygiène personnelle. Généralement, les savons liquides utilisés comme soins corporels (en) ne contiennent pas de savon, mais plutôt des détergents synthétiques.

## Caractéristiques

### Description

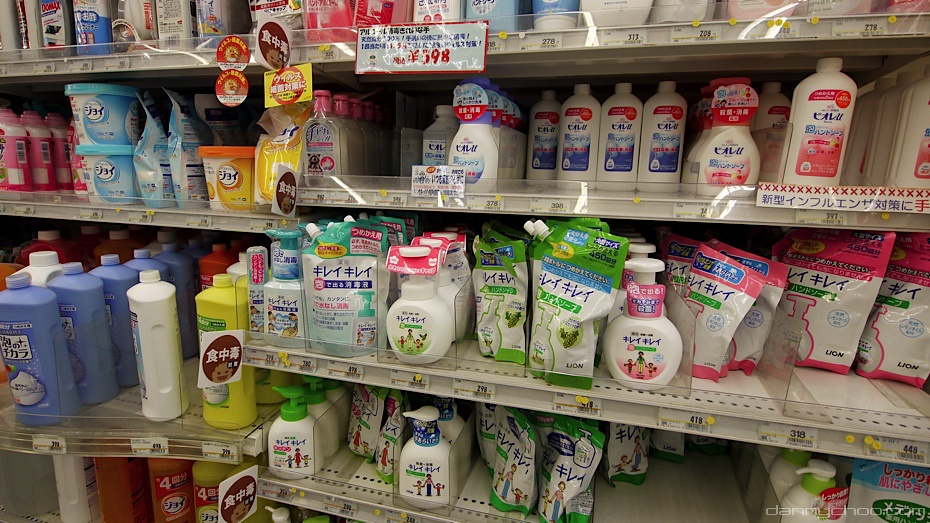
Étagères de savon liquide au Japon.

Un savon liquide est composé d'une solution ou d'une émulsion de tensioactifs dans l'eau. À l'opposé des savons classiques faits d'acide gras, ceux-ci ne forment pas d'écume de savon (en) insolubles lorsqu'ils réagissent avec le calcium dans l'eau du robinet, car la solubilité des tensioactifs synthétiques est plus élevée. Les tensioactifs sont aussi moins alcalins, ce qui augmente moins le pH une fois dans l'eau. Ils sont souvent en usage dans les établissements de santé et les toilettes publiques, et sont privilégiés aux savons normaux, car leur viscosité leur permet d'être utilisés par doses.
Leur composition est similaire à celle des détergents à vaisselle, des liquides de bain moussant et des shampooings. Sa création avait pour but d'avoir une meilleure compatibilité et sensation avec la peau, une plus grande formation de mousse, des meilleures propriétés de rinçage et un apport d'humidité constant. La nomenclature et la normalisation des composants des savons liquides sont régis par l'INCI.

### Aspects hygiéniques

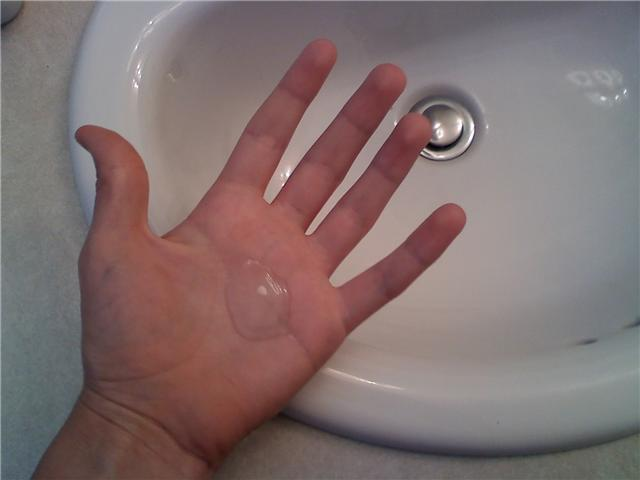
Lavage des mains avec du savon liquide.

Une étude réalisée en 1988 a montré que même si les savonnettes classiques laissaient pas de germes sur les mains comme on le croyait, ce qui montraient que les savons liquides n'étaient pas plus avantageux. D'autres études effectuées dans les années qui suivent montre que les savons en pain pouvaient quand même être contaminés par des bactéries. Pour prévenir les infections nosocomiales, l'Association des sociétés médicales d'Allemagne (de) a émis plusieurs recommandations comme l'utilisation de savon liquide dans les distributeurs à savon (en), qui doivent être faciles à désinfecter et à nettoyer. 